# Ворваж (река)
Ворваж — река в России, протекает в Чухломском районе Костромской области. Левый приток реки Кисть.

## География
Река Ворваж берёт начало вблизи нежилой деревни Лазарево. Течёт на север через берёзово-еловые леса и впадает в реку Кисть у посёлка Ворваж. Устье реки находится в 10 км по левому берегу реки Кисть. Длина реки составляет 16 км.

## Данные водного реестра
По данным государственного водного реестра России относится к Верхневолжскому бассейновому округу, водохозяйственный участок реки — Унжа от истока и до устья, речной подбассейн реки — Бассей притоков Волги ниже Рыбинского водохранилища до впадения Оки. Речной бассейн реки — (Верхняя) Волга до Куйбышевского водохранилища (без бассейна Оки).
Код объекта в государственном водном реестре — 08010300312110000015051.